# Jean-Louis Van Geel
Pour les articles homonymes, voir van Geel.
Jean-Louis Van Geel né le 28 septembre 1787 à Malines et mort le 10 avril 1852 à Bruxelles est un sculpteur brabançon, qui fut tour à tour sujet du Saint-Empire, citoyen français, néerlandais et enfin belge.

## Biographie

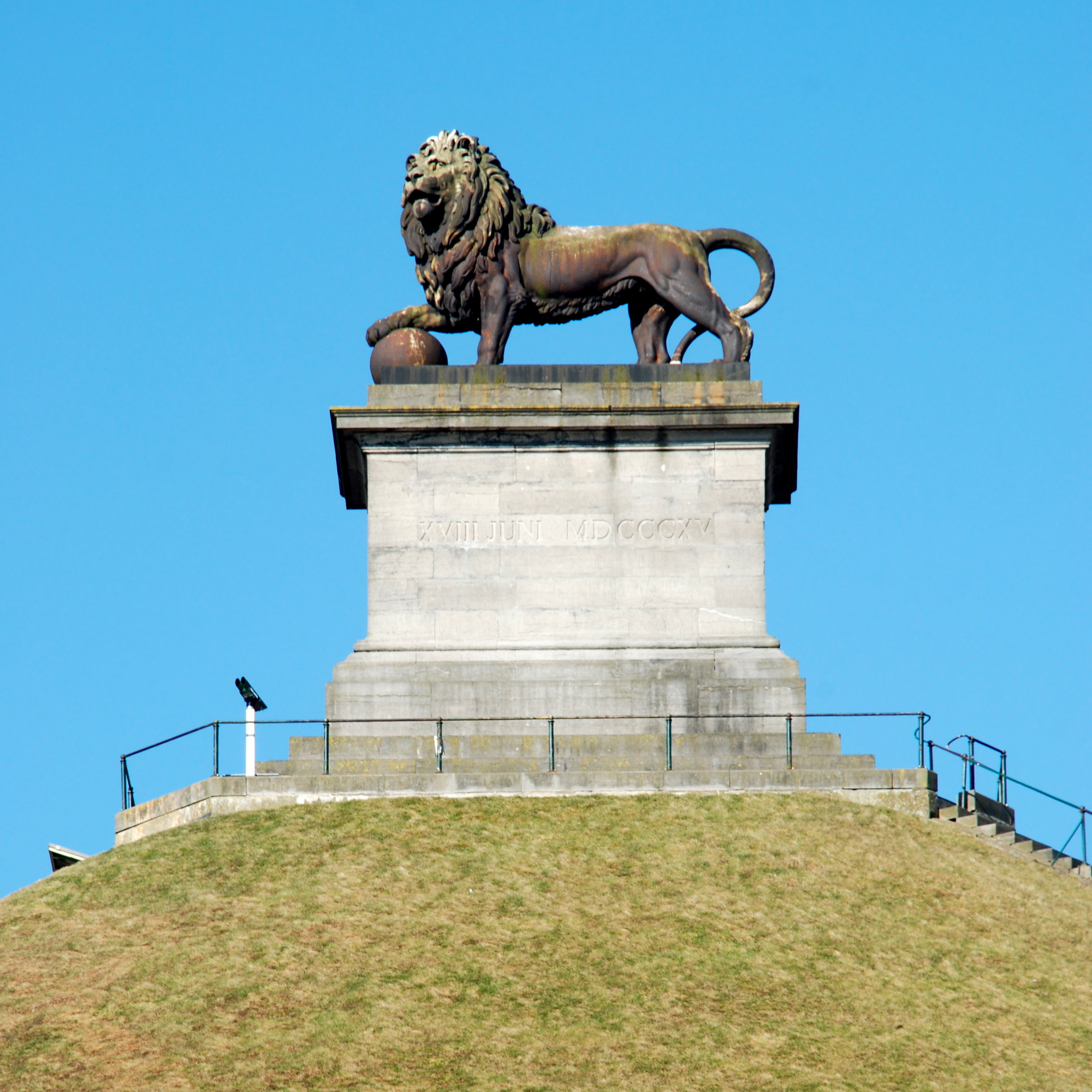
Le Lion de Waterloo (1826), Waterloo, Butte du Lion.

Le père de Jean-Louis Van Geel, le sculpteur Jean-François Van Geel (1756-1830), enseigne le dessin à l’académie de Malines.

### La période française
Élève de son père à l'académie de sa ville natale, il obtient en 1807 le premier prix d'après le modèle et est nommé professeur-adjoint à cette académie.
En 1809, il se rend à Paris pour entrer à l'Académie royale de peinture et de sculpture comme élève du sculpteur Philippe-Laurent Roland. Il fréquente également l'atelier du peintre Jacques-Louis David.
En 1811, il remporte le second prix de Rome de sculpture pour La Mort d'Épaminondas. Résident à la villa Médicis à Rome dès 1813, son séjour est interrompu par le chute de l’Empire et la création du Royaume des Pays-Bas.

### La période néerlandaise
Le nouveau souverain, Guillaume Ier, lui octroie une pension pour poursuivre ses études à Rome, mais il y restera peu puisqu’il est nommé premier sculpteur de la Couronne en 1816.

### La période belge
Rentré à Bruxelles, il s’attelle à la commande de la sculpture du Lion de Waterloo. Entre 1830 et 1833, il enseigne à l’académie d’Anvers. À partir de 1840, il sombre dans la mélancolie et ses facultés s'obscurcirent. Ayant cessé son activité artistique, il meurt dans l'isolement et la misère en 1852 à Bruxelles.

## Œuvre

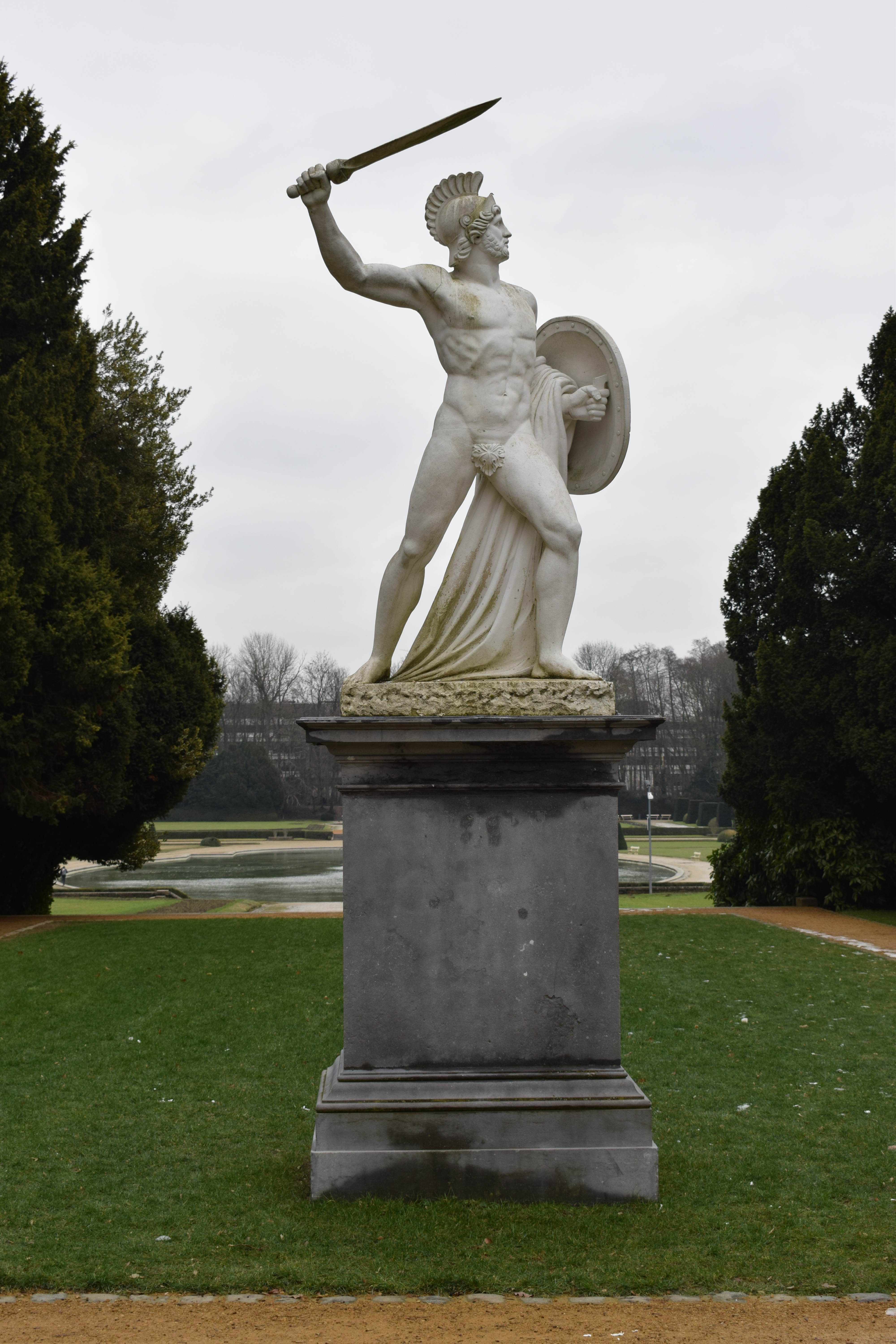
Claudius Civilis (1820-1821), parc de Tervueren.

Jean-Louis Van Geel réalise de nombreux bustes en marbre, en particulier ceux du prince et de la princesse d'Orange, de la princesse Marianne, et du grand-duc Nicolas de Russie.
On lui attribue aussi les statues de saint Pierre et de saint Paul placées au-dessus du portail de la cathédrale Saints-Michel-et-Gudule de Bruxelles et, sur le côté latéral du même édifice, les statues des comtes de Louvain, Henri Ier, Henri II, Henri III, Lambert et Balderic.
En 1832, le roi Léopold Ier lui achète le marbre du Berger jouant de la flûte, statue d'inspiration antique, que l'on[Qui ?] considère comme le chef-d’œuvre du maître, et dont un moulage est conservé dans les collections de l'État[Où ?].
Son groupe allégorique en terre cuite de L’Union des Pays-Bas et de la Belgique (1816), conservé à Amsterdam au Rijksmuseum, illustre l’unification des Pays-Bas et de la Belgique : le sculpteur représente cette union par deux femmes couronnées de remparts, se tenant par la main, dans un style néoclassique. La figure de droite tient un caducée, symbole du commerce, et derrière elle, une charrue évoque l’agriculture. Elle incarne la République des Provinces-Unies tandis que la figure de gauche représente les Pays-Bas méridionaux. À leurs pieds, le lion du Royaume pose la patte sur un faisceau de sept flèches.
Le Lion de Waterloo dominant la Butte du Lion est son œuvre la plus connue : commandé par le roi Guillaume Ier des Pays-Bas, ce monument est érigé à l'endroit présumé où son fils, le prince Frédéric d'Orange-Nassau, fut blessé à l’épaule à la fin de la bataille de Waterloo. L’œuvre, fondue dans les ateliers de John Cockerill à Seraing, mesure 4,50 m de haut sur 4,50 m de long[Information douteuse]. Le monument est inauguré le 4 novembre 1826.